# 미나미보소시
미나미보소시(일본어: 南房総市)는 일본 지바현 남부에 있는 시이다.

## 개요
2006년 3월 20일에 아와군(安房郡)의 도미우라정(富浦町), 도미야마정(富山町), 미요시촌(三芳村), 시라하마정(白浜町), 지쿠라정(千倉町), 마루야마정(丸山町), 와다정(和田町)이 통합하여 인구 약 4만 5천 명의 시로 발족했다.
행정 구역은 다테야마시를 둘러싸는 형태로 다테야마시와 같은 생활권, 경제권을 형성하고 있다. 원래 다테야마시를 포함한 통합 협의를 하였으나 시 이름과 공공 사업을 둘러싸고 협의가 결렬되면서 다테야마시를 제외한 통합을 하게 되었다.
지바현에서 가장 남쪽에 위치하고 태평양, 도쿄만과 접해 기후는 온난하다. 인접하는 다테야마시, 가모가와시와 마찬가지로 여름에는 많은 해수욕장이 개장하고, 겨울에는 유채꽃, 수선화 등을 일찍이 구경할 수 있으므로 많은 관광객들이 찾아온다.

### 인접한 자치체
- 가모가와시
- 다테야마시
- 아와군 교난정

## 역사
- 2006년 3월 20일 - 아와군 도미우라정, 도미야마정, 미요시촌, 시라하마정, 지쿠라정, 마루야마정, 와다정이 합병해 미나미보소시가 출범하였다.

## 교통

### 도로
- 국도 제127호선
- 국도 제128호선
- 국도 제410호선
- 훗쓰 다테야마 도로
  - 도미우라 나들목

### 철도
- 동일본 여객철도 우치보선
  - (← 아와군 교난정) - 이와이역 - 도미우라역 - (다테야마시) - 지쿠라역 - 지토세역 - 미나미하라역 - 와다우라역 - (가모가와시 →)

## 인구
| 연도 | 인구   | ±%     |
| ---- | ------ | ------ |
| 1920 | 61,684 | —      |
| 1930 | 61,106 | −0.9%  |
| 1940 | 58,523 | −4.2%  |
| 1950 | 74,213 | +26.8% |
| 1960 | 66,484 | −10.4% |
| 1970 | 58,801 | −11.6% |
| 1980 | 55,652 | −5.4%  |
| 1990 | 51,228 | −7.9%  |
| 2000 | 47,154 | −8.0%  |
| 2010 | 42,113 | −10.7% |